# 성홍열
성홍열(猩紅熱, scarlet fever)은 몇몇 연쇄상구균 종류에 의한 급성 감염병이다.

## 임상 증상
2일에서 6,7일 간의 잠복기를 거친 후 발열과 인후통, 두통 등의 증상과 구토도 나타난다. 이어 입주위가 창백하게 되고 얼굴은 붉어진다. 또 입천장에는 붉은 반점이 돋는다.
이후 혀가 회백색 물질로 덮이고 끝에 염증이 생기는데, 좀 더 지나면 덮인 것은 사라지나 혀가 붓고 유두가 뚜렷해지는 증세가 나타난다.
발열과 발진이 오래갈 경우 1주일 이상이 되기도 하며, 피부껍질이 벗겨지는 것도 허다하다. 목의 임파선도 잘 붓는데 이 경우 만지면 통증을 느낀다. 흔히 부비동에 합병증이 찾아온다.

## 치료와 예방
성홍열은 연쇄상구균에 효과적인 항생제를 치료약으로 쓰는데, 보통 페니실린이 대표적으로 쓰인다.

## 참고 문헌
- 브리태니커 백과사전[모호한 표현]